# 楊氏干涉實驗
楊氏干涉實驗（英語：Young's interference experiment），也稱為楊氏雙縫干涉儀（英語：Young's double-slit interferometer），是現代雙縫實驗的原始版本，由托马斯·杨在19世紀初進行。這個實驗對波動光學的普遍接受起到了重要作用。根據楊格自己的認知，這是他眾多成就中最重要的一個。

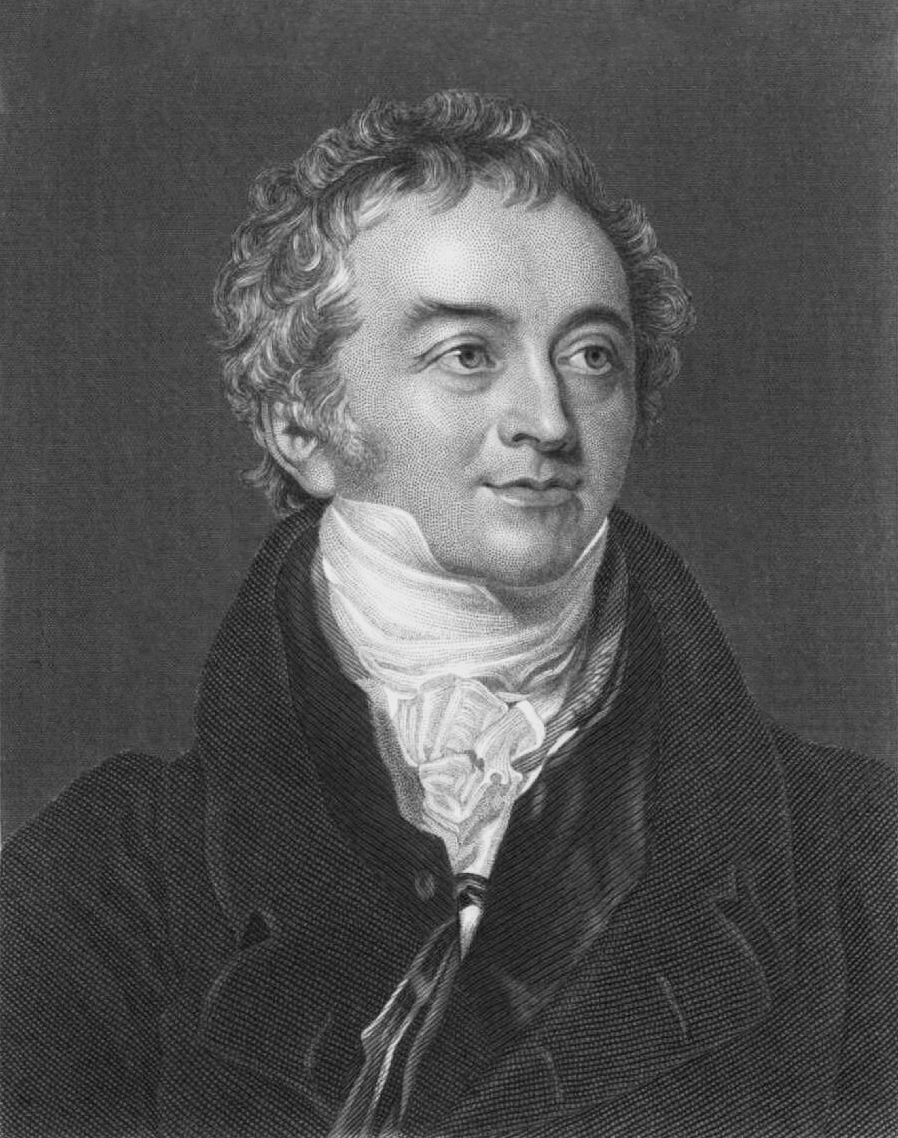
英國物理學者托马斯·杨。

## 17 和 18 世紀的光傳播理論
在此時期，許多物理學家根據實驗結果提出了波動光學，包括羅伯特·虎克、克里斯蒂安·惠更斯和李昂哈德·歐拉。然而，對光進行過多次實驗研究的艾薩克·牛頓否定了波動光學，並發展了他的光的微粒理論，根據該理論，光以微小粒子的形式從發光體中發射出來。這一理論一直流行到19世紀初，儘管事實上許多現象，包括繞射或窄孔的影響、薄膜和昆蟲翅膀的顏色，以及當兩束光束交叉時光粒子明顯沒有相互碰撞的事實，這些都不能用微粒理論完美解釋，儘管如此，該理論仍有許多傑出的支持者，包括皮耶-西蒙·拉普拉斯和尚-巴蒂斯特·必歐。

## 楊在波浪理論方面的工作

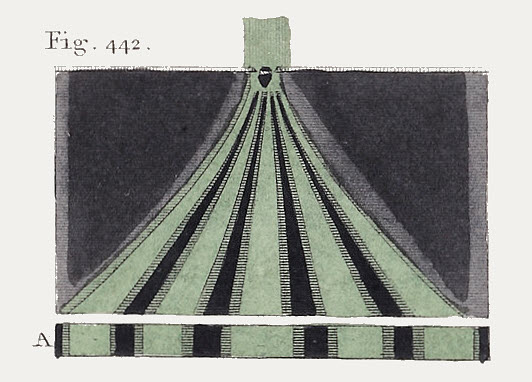
摘自1807年出版的一本書，內容涉及1802年楊格在倫敦皇家學院的演講

1790年代，楊格在哥廷根學習醫學時，寫了一篇關於聲音的物理和數學特性的論文，並在1800年向王家學會提交了一篇論文（傳於1799年），其中他提出光也是一種波動。但他的想法受到了一定程度的懷疑，因為它與牛頓的微粒理論相矛盾。儘管如此，他繼續發展他的想法。他認為波動模型可以比微粒模型更好地解釋光傳播的許多特性，在文中他寫道：
非常廣泛的現象使我們更直接地得出相同的結論，這些現象主要包括光通過透光板或是通過衍射或折射來產生顏色，而這些現象沒有一個是能以微粒發散假說的基礎上足夠全面的解釋，即使是最直接的倡導者也不會滿意微粒發散系統；而從另一個角度觀察此問題，這些都可以立即被理解，從雙光的干涉效果來看，其相互影響方式幾乎類似於聲音構成節拍的方式，當兩根弦形成不完美的齊奏時，是聽到一起震動。

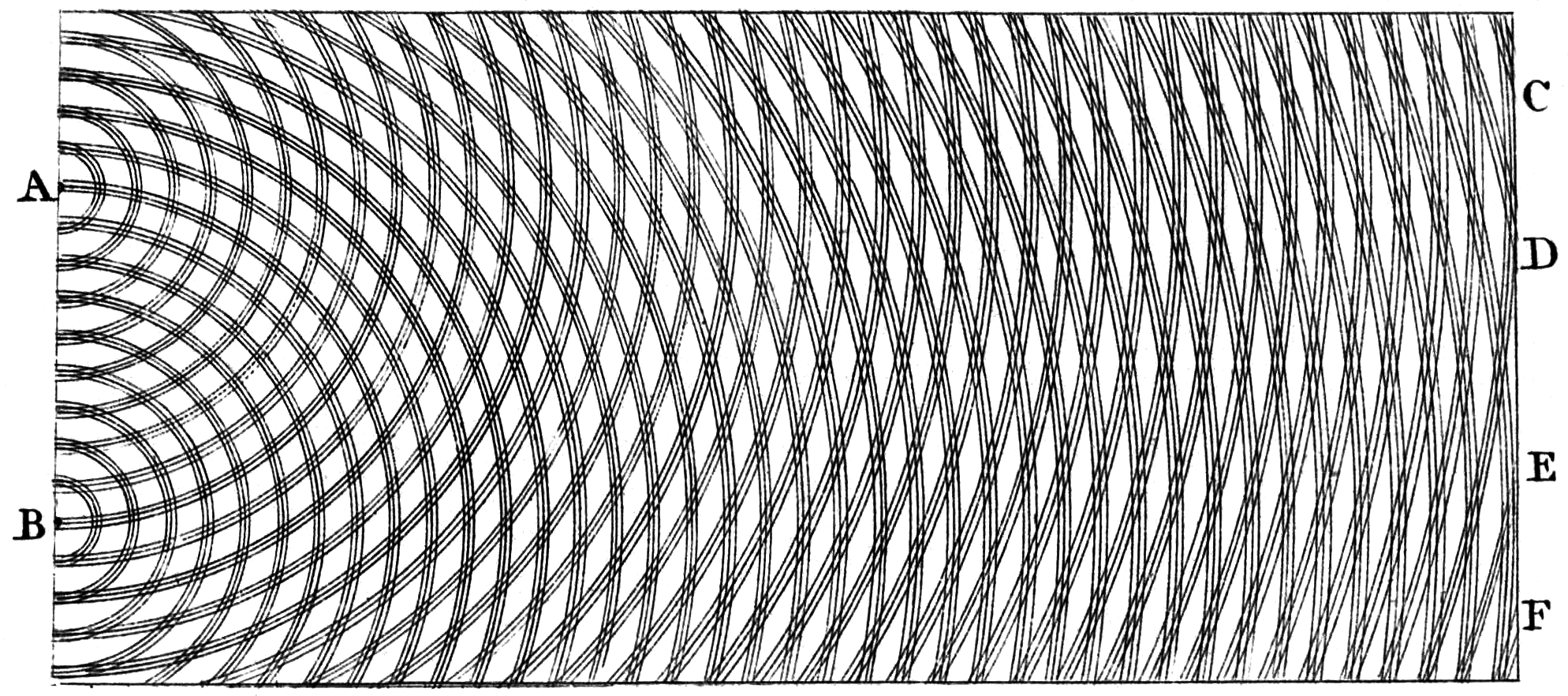
楊格根據水波紋觀察得出的干涉草稿圖

1801年，楊格向皇家學會提交了一篇題為“關於光與顏色的理論” 的著名論文，其中描述了各種干涉現象。1803年，他描述了他著名的干涉實驗。 與現代雙縫實驗不同，楊格的實驗通過一個小孔反射陽光（使用轉向鏡），並使用紙卡將細光束分成兩半。 他在對實驗的描述中也提到了讓光通過兩個狹縫的可能性，如下：
假設任何特定顏色的光由特定寬度或特定頻率的振幅組成，那麼這些振幅現象必然會與我們已經在水波和聲音的脈衝的現象相符。而波動理論已經表明，從彼此靠近的兩個中心發出的兩個相等振幅頻率的波可以看到在某些點上破壞了彼此，而在其他點上它們的振幅則加倍；兩個聲音的拍頻也已從類似的干涉中得到解釋。而我們現在要將相同的原則應用於顏色的結合和消失。

Modern illustration of the 雙縫實驗

為了使兩部分光有效的相干涉，它們必須來自同一源頭，並且它們通過不同的路徑到達同一點，方向相差不大。這種偏差可以通過衍射、反射、折射或這些效應中的任何一種產生；但最簡單的情況是，當一束均勻的光落在屏幕上時，屏幕上有兩個非常小的孔或狹縫，可以認為是發散中心，光從那裡向各個方向衍射。在這種情況下，當兩個新形成的光束被一個阻擋它們的平面上接收時，它們的亮度被暗條紋分成幾乎相等的部分，但是間距隨著表面離孔更遠而變得更寬，以達成在所有距離處與孔形成幾乎相等的夾角，並且隨著孔彼此更靠近，也以相同的比例變寬。兩部分的中間始終是亮紋，每條的亮紋距離，滿足從其中一個孔投射在幕上的的光一定比從另一個孔投射的光經過更遠的距離，距離相差等於一個、兩個、三個或更多假定波動的波長，而中間的暗紋對應於半個假定波長、一個半、兩個半，或更多。並且隨著孔彼此更靠近，也以相同的比例變寬。

從各種實驗的比較來看，構成極端紅光的波長似乎在空氣中約為千分之三十六英寸，極紫光的波長約為千分之六十英寸；整個光譜對於光的強度的平均值，約為千分之四十五英寸。從這些尺度可以得出結論，根據已知的光速計算，在一秒鐘內必須有將近5億個最慢的波長進入眼睛。如果使用兩束白光或混合光的組合，當從遠處觀察時，顯示出一些白色和黑色的條紋，於這些間隔中，再仔細觀察時，會出現無限數量的不同寬度條紋的明顯效果複合在一起，從而產生美麗多樣的色彩，逐漸相互融合。中央的白色首先變成淡黃色，然後變成黃褐色，接著是深紅色，然後是紫色和藍色，從遠處看，它們一起看起來像一條深色條紋；在此之後，一道綠光出現，其後的黑暗區域呈現出深紅色調；隨後的燈光或多或少都是綠色的，黑暗的區域是紫色和微紅色的；到目前為止，紅光似乎在所有這些效果中占主導地位，以至於紅色或紫色條紋在混合條紋中佔據幾乎相同的位置，就好像它們的光是分開接收的一樣。

Geometry for far-field fringes

該圖顯示了遠場觀察平面的幾何結構。可以看出從兩個點光源傳播到觀測平面中特定點的光的相對路徑隨角度 θ 的變化而變化，因此它們的相對相位也發生變化。當路徑長相差等於波長的整數倍時，兩個波相加得到最大亮度，而當路徑差等於波長的一半或一倍半等時，兩個波疊加相消，強度最小。
條紋間隔 - {\displaystyle \Delta y} 為屏幕上條紋（具有最大亮度的線）之間的距離，可由下式給出：
{\displaystyle \Delta y=L\lambda /d}
其中{\displaystyle L}是狹縫和屏幕之間的距離，{\displaystyle \lambda }是光的波長和  {\displaystyle d} 是如圖所示的狹縫間隔。
條紋的角度差 θf,  由下式給出
{\displaystyle \theta _{f}\approx \lambda /d}
其中θf <<1，λ 是光的波長。可以看出，正如楊格所指出的那樣，條紋的間距取決於波長、孔的間隔以及狹縫與觀察平面之間的距離。
當光源具有單一波長時，此表達式適用，而楊格使用太陽光，因此觀察到他上述的白光條紋。白光條紋圖案可以被認為是由不同顏色的單獨條紋圖案組成的。這些都在中心有一個最大值，但它們的間距隨波長而變化，疊加的圖案顏色也會不同，因為它們的最大值會出現在不同的地方。通常只能觀察到兩個或三個條紋。楊格使用這個公式估計紫光的波長為 400 nm，而紅光的波長大約是它的兩倍——如同今天量測的結果。
1803年至1804年間，《愛丁堡評論》刊登了一系列對楊氏理論的匿名攻擊。這位匿名作者（後來透露是《愛丁堡評論》的創始人亨利·布魯厄姆）成功地削弱了楊格在讀者中的信譽，以至於一家承諾出版楊格的皇家學院講座的出版商退出了這筆交易。這一事件促使楊更多地關注他的醫療執業，而不是物理學。

## 接受光的波動理論
1817年，包括西梅翁·德尼·帕松在內的法國科學院的微粒理論家非常有信心，他們將明年的獎項主題定為衍射，並確信粒子理論家會贏得它。 奧古斯丁·菲涅耳提交了一篇基於波動理論的論文，其內容包括惠更斯原理和楊格的干涉原理的結合。
身為微粒理論支持者的西梅翁·德尼·帕松詳細研究了菲涅耳的理論，當然也在尋找一種方法來證明此理論是錯誤的。泊松認為他發現了一個缺陷，他認為菲涅耳理論的一個結果是在一個圓形障礙物的陰影中存在一個軸上的亮點，根據光的粒子論。菲涅耳的理論不可能是真的，泊松宣稱：這個結果肯定是荒謬的。（帕松光斑在日常情況下不容易觀察到，因為大多數日常光源都不是好的點光源。事實上，它在一顆中等亮度恆星的散焦望遠鏡圖像中很容易看到，它表現為同心衍射環陣列中的一個明亮中心點。）
然而，委員會主席弗朗索瓦·阿拉戈認為有必要更詳細地進行實驗。他用蠟將一個 2 毫米的金屬圓盤黏到到一塊玻璃板上。出乎所有人的意料，他成功地觀察到了預測點，這讓大多數科學家相信了光的波動性。最終菲涅耳贏得了比賽。
之後，光的微粒學說就被打敗了，直到20世紀才再次重回討論主題。阿拉戈後來指出，約瑟夫-尼古拉·德利爾和賈科莫·菲利普·馬拉爾迪在一個世紀前就已經觀察到這種現象（有時稱為阿拉戈光斑）

## 參閱
- 波粒二象性
- 光電效應
- 光的微粒理論

## 外部連結
- 楊氏雙縫干涉公式導引
- 雙縫實驗動畫一 （页面存档备份，存于）
- 雙縫實驗動畫二